# Le Mutant
Pour l’article homonyme, voir Le Mutant (supermarché).
Le Mutant est une mini-série de science-fiction française en six épisodes de 52 minutes, écrite par Alain Page, réalisée par Bernard Toublanc-Michel, diffusée à partir du 15 juin 1978 sur TF1.
Au Québec, elle a été diffusée à partir du 3 novembre 1979 à la Télévision de Radio-Canada, et en Suisse sur TSR1.

## Synopsis
Les différentes nations du monde ont décidé de faire la paix et de détruire leur armement, tandis que le contrôle par la société de toutes les activités au moyen de la surveillance vidéo va s'amplifiant. C’est un mystérieux savant qui mène ce mouvement pacifiste à travers ces Légions de la Paix. Mais l’apparition d’un Mutant doué de pouvoirs qui vont au-delà de la normale va tout remettre en question.
La série est entièrement organisée en flash-back. Une enquête est menée sur ce Mutant, et chaque épisode consiste en l'examen des souvenirs d'un témoin, au moyen d'un sondeur de mémoire qui permet d’afficher les souvenirs sur un écran.

## Distribution
- Nicolas Pignon : Saül Masson / Le Mutant
- Fanny Ardant : Jeanne Laurent
- Jacques Dacqmine : le professeur Masson
- Stéphane Bouy : Perez
- Philippe Forquet : Legrand
- Alain Hitier : le journaliste
- Bernard Woringer : Walter
- Haydée Politoff

## Commentaires
Cette série est un rare exemple de science-fiction française en prime time sur TF1 dans les années 1970. Elle est l'adaptation d'un roman écrit aussi par Alain Page et publié aux Éditions Albin Michel. (source Alain Page)